# Shaqilath II
Shaqilath II (fl. 70), fue una reina de los nabateos.

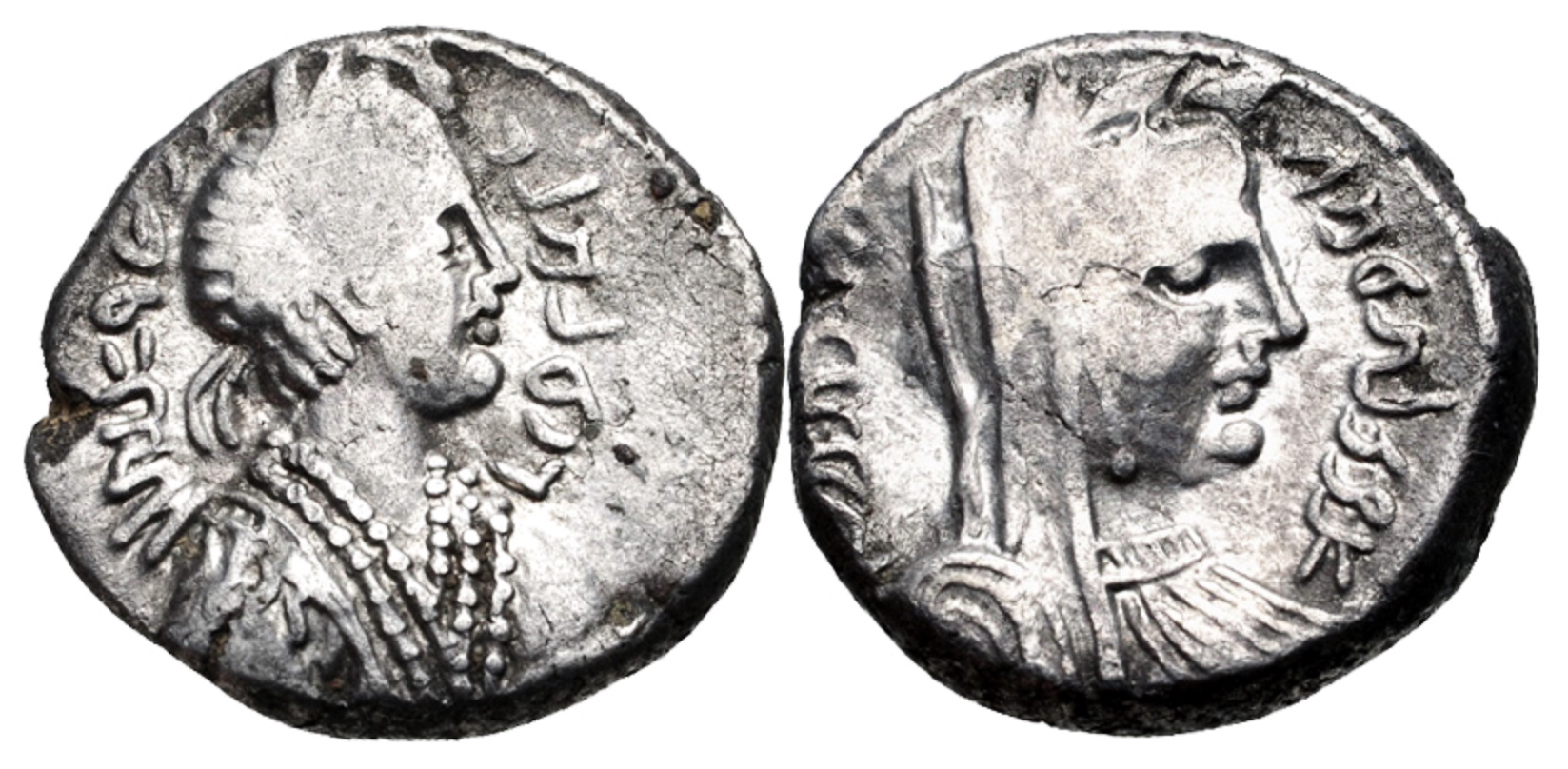
Dracma de plata de Málico II con su mujer Shaqilat II.

Era hija del rey Aretas IV de los nabateos. Gobernó conjuntamente con su marido Málico II (40-70). Después de su muerte fue regente de su hijo Rabel II. Se han recuperado monedas de plata y cobre donde aparece por un lado y su marido en el otro, y monedas similares de ella con su hijo. Algunas de estas monedas están datadas con su año de reinado a la izquierda de la reina.